# Ляхово (Кармаскалинський район)
Ля́хово (рос. Ляхово, башк. Ляхов) — присілок у складі Кармаскалинського району Башкортостану, Росія. Входить до складу Підлубовської сільської ради.
Населення — 94 особи (2010; 134 в 2002).
Національний склад:
- росіяни — 48 %
- башкири — 40 %